# Elena Evseeva
Elena Iourievna Evseeva (en russe : Елена Юрьевна Евсеева), en transcription française Elena Evseïeva, née le 13 décembre 1982 à Ijevsk, est une danseuse russe, soliste au théâtre impérial Michel (2001-2008) et au théâtre Mariinsky (de 2008 jusqu'à présent). Elle est artiste honorée de la République d'Oudmourtie. 

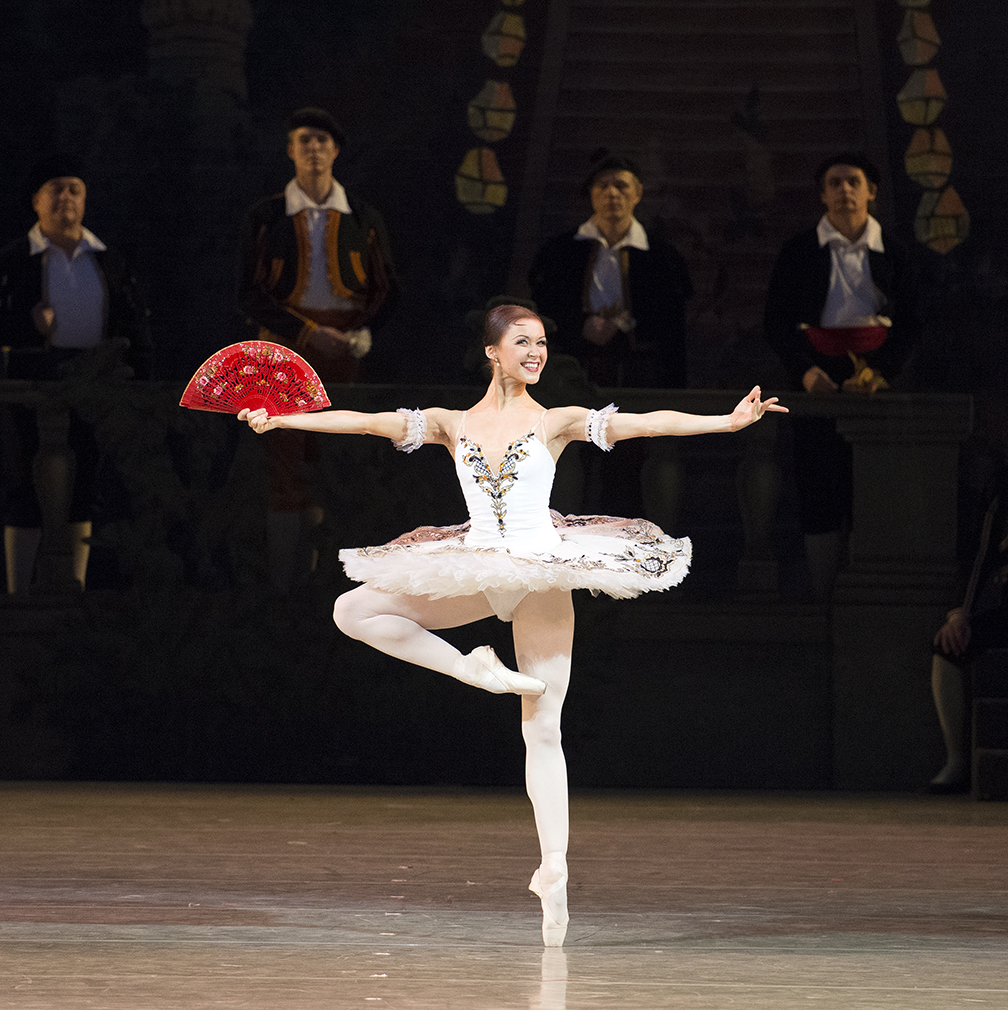
Elena Evseeva au théâtre Mariinsky, 2012

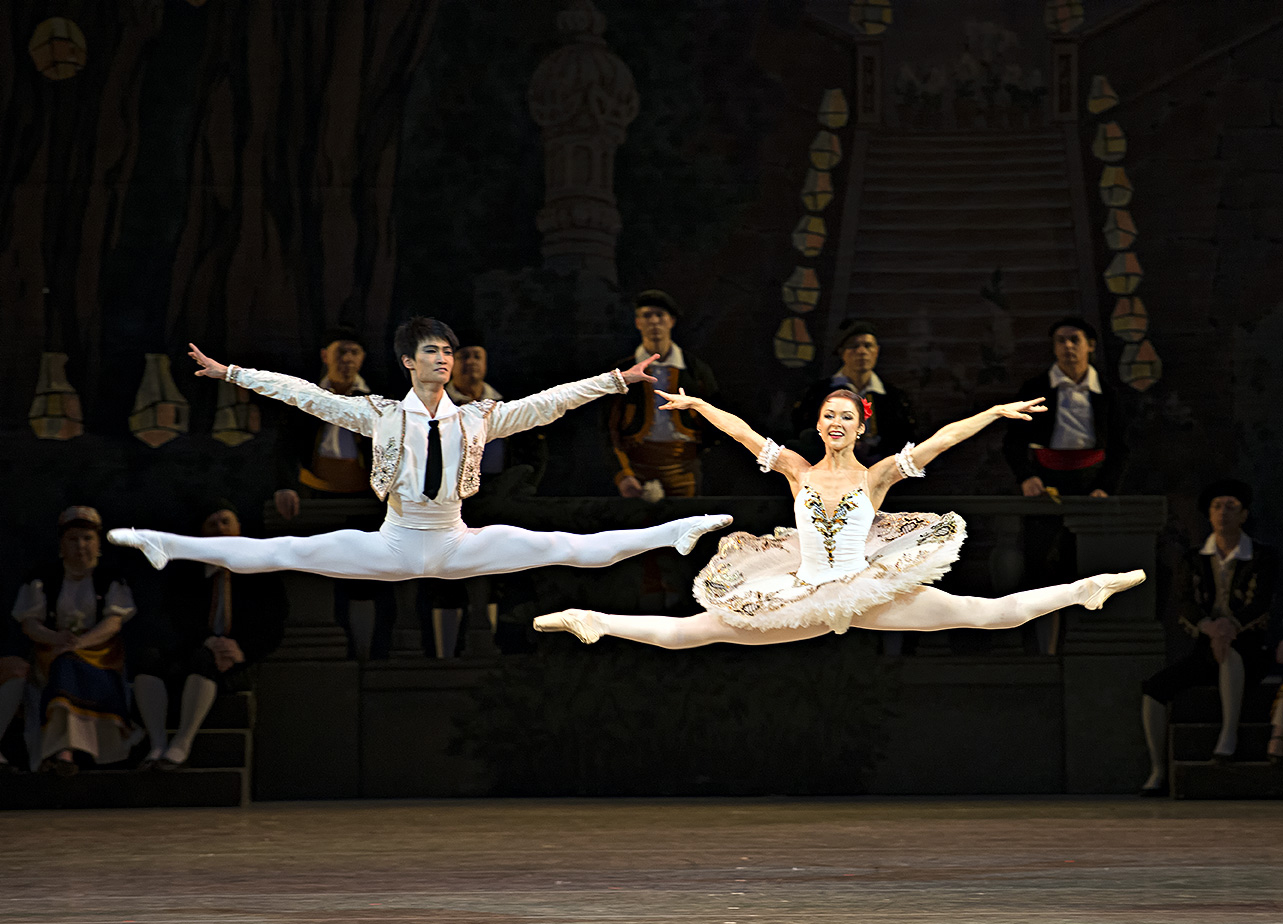
Elena Evseeva avec Kimin Kim au théâtre Mariinsky, 2012

## Biographie
Elena Evseeva est née à Ijevsk d'un père économiste. Sa mère est entraîneuse de gymnastique artistique. Dans son enfance Elena déménage à Perm où elle est prise à l'école de ballet. À quatorze ans, elle vient à Saint-Pétersbourg sur les conseils d'un professeur du théâtre de Boris Eifman, qui l'a remarquée à un concours de ballet à Moscou. Ainsi, en 2001, Elena termine l'Académie Vaganova sous la direction d'un professeur renommé Marina Vassilieva,, et intègre la compagnie du théâtre Michel , où elle travaille en tant que soliste entre 2001 et 2008. En 2008 elle rejoint la troupe du Mariinsky en qualité de la première danseuse. Elle travaille sous la direction de son professeur Lioubov Kounakova.
En 2009 à Séoul, lors d’une Compétition Internationale, Elena danse un duo avec Konstantin Zverev et remporte le premier prix,.
En 2011 elle obtient le titre d’Artiste honorée de la République d’Oudmourtie.

## Repertoire

### Le théâtre Michel
- Casse-noisette : Clara
- La Belle au bois dormant : Aurore
- La Bayadère : Gamzatti
- Don Quichotte : Kitri
- Le Corsaire : Médora
- Raymonda : Raymonda
- Giselle : Giselle
- La Sylphide : la Septième Valse ; Mazurka
- Le Lac des cygnes : Odette et Odile
- Chipollino (ru) : la Radis
- Spartacus : Aigina
- Faust : Nuit de Walpurg

### Le théâtre Mariinsky
- La Sylphide : Sylphide ; chorégraphie d’Auguste Bournonville, d’après Elsa-Marianne von Rosen
- Giselle : Giselle ; pas de deux des Paysans (Marius Petipa, Jean Coralli, Jules Perrot)
- La Bayadère : Gamzatti (Marius Petipa, d’après Vladimir Panomariov et Vakhtang Chabukiani)
- Le Corsaire : Gulnara ; les Odalisques (Marius Petipa, Pyotr Gusev)
- Paquita : Grand Pas (Marius Petipa)
- Le Lac des cygnes : pas de trois du premier acte. Redaction de Constantin Sergueïev d’après la chorégraphie de Marius Petipa
- Don Quichotte : Kitri
- Les Sylphides : la Septième Valse, le Prélude, la Onzième Valse et la Mazurka (chorégraphie de Michel Fokine)
- Les Noces : soliste principale (Bronislava Nijinska)
- La Fontaine de Bakhtchisaraï : Marie (chorégraphie de Rostislav Zakharov)
- Casse-noisette : Macha (Vassili Vainonen)
- La Démoiselle et le Voyou : la démoiselle (chorégraphie de Constantin Boyarsky)
- Chouralé (ru) : Suimbiké (chorégraphie de Leonid Jacobson)
- La Nuit de Walpurg (en) : Bacchante (chorégraphie de Leonid Lavrovski)
- La Légende de l’Amour (ru) : Chirin ; la variation de l’Or (Iouri Grigorovitch)
- Pas de Quatre (en) : Fannie Cherrito (Anton Dolin)
- Les ballets de George Balanchine:
  - Apollon Musagète : Polymnie
  - La Valse,
  - Tarantella (en),
  - Symphony in C : soliste 3e partie
  - Tschaikovsky Pas de Deux (en),
  - Le Rêve d’une Nuit d’été : Papillon
- Casse-noisette de Mikhaïl Chemiakine : Macha (chorégraphie de Kirill Simonov)
- Cendrillon : la sœur « maigrette » (chorégraphie de Alexeï Ratmansky)
- Les ballets de William Forsythe :
  - In the Middle Somewhat Elevated,
  - Approximate Sonata;
- Ondine de Pierre Lacotte : les deux naïades
- Cœur de Glace : le solo des Heures (chorégraphie de Kirill Simonov)
- Les ballets de Iouri Smekalov :
  - La Rupture: duo
  - Le Chévalier de Bronze (ru) : Paracha
- Without (chorégraphie de Benjamin Millepied)
- Infra (chorégraphie de Wayne McGregor)
- Waltz (Moritz Moszkowski)
- Le Talisman (chorégraphie de Marius Petipa)
- La Fleur de pierre : Katerina  (chorégraphie d'Iouri Grigorovitch)[5]

Aussi dans le répertoire
- La Esmeralda : Diane et Actéon, pas de deux du (chorégraphie d’Agrippina Vaganova)
- Pas de six in La Vivandiere : pas de six (chorégraphie d'Arthur Saint-Léon)
- Grand Pas classique (Victor Gsovsky)
- Les Eaux printanières : chorégraphie de Kasyan Goleizovsky d’après Vadim Desnitsky
- Les Eaux printanières d’Assaf Messerer
- Flammes de Paris : pas de deux (chorégraphie de Vassili Vainonen)
- Bhakti (chorégraphie de Maurice Béjart)
- Le Labyrinthe (chorégraphie de Kseniia Zvereva)
- Laurencia : Laurencia ; pas des six (chorégraphie de Vakhtang Chabukiani